# Christi Himmelfahrt (Freising)

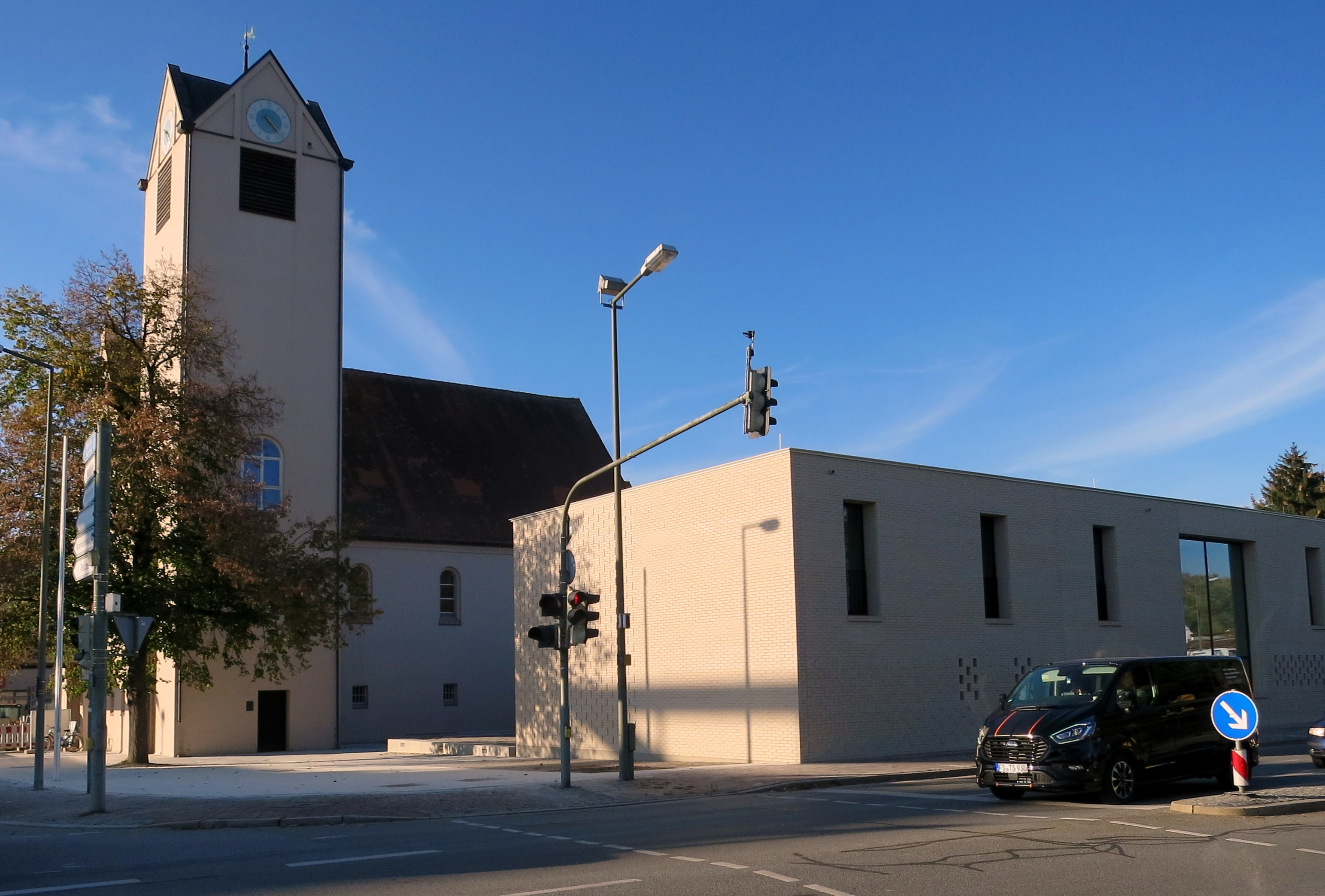
Christi-Himmelfahrts-Kirche und neues Gemeindehaus (2018)

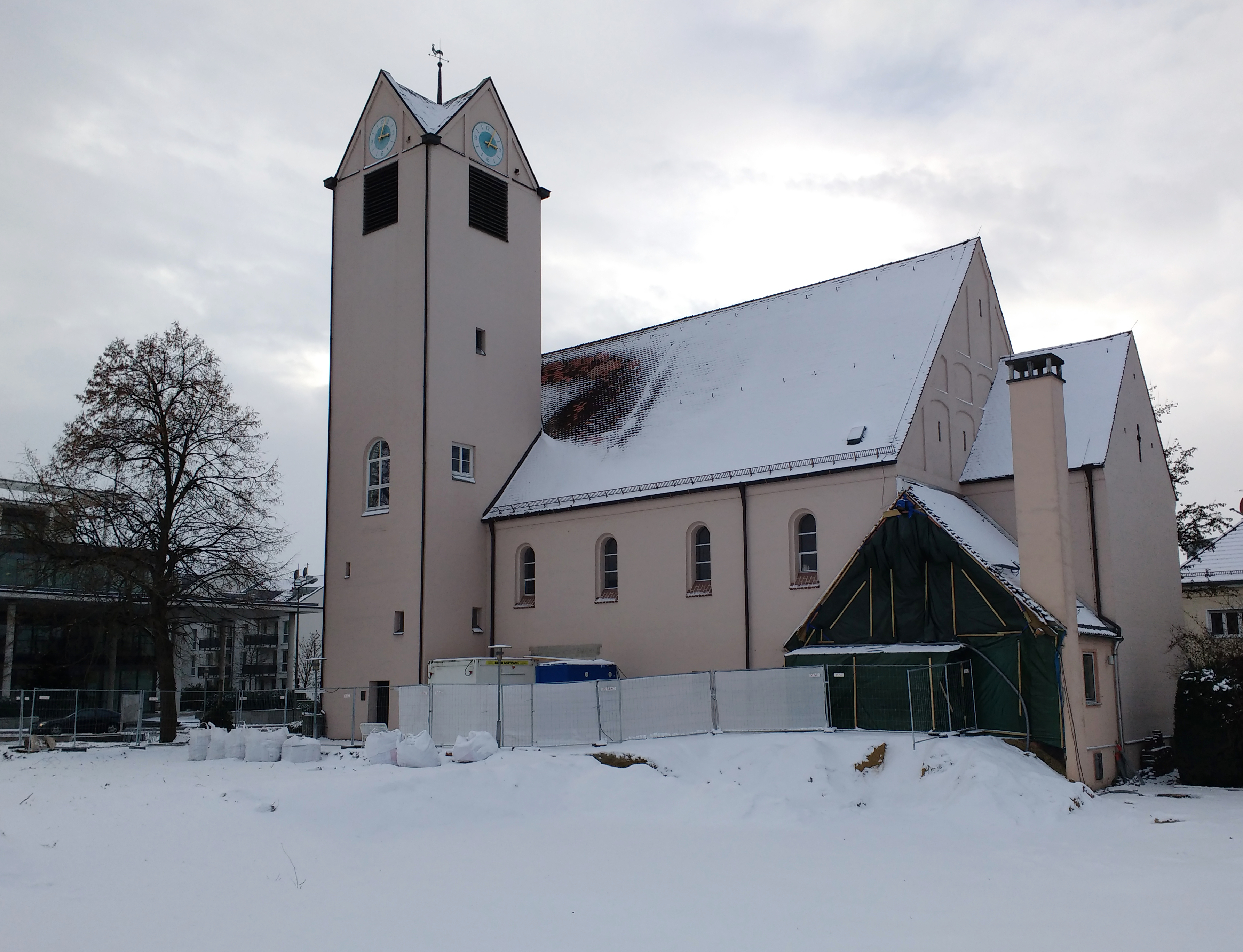
Christi-Himmelfahrts-Kirche – Abriss altes Gemeindehaus

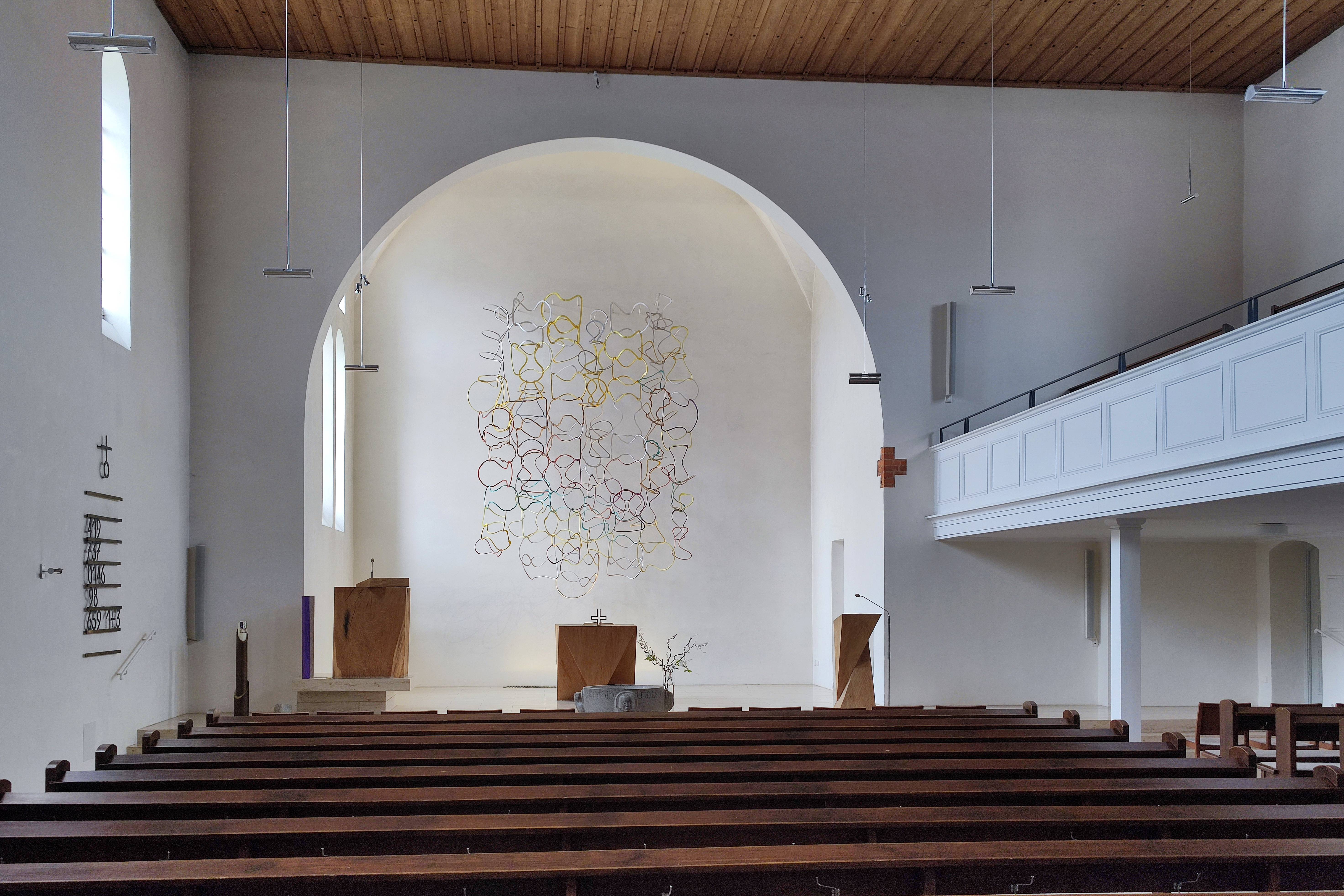
Der Innenraum nach der Renovierung, Aufnahme 2017

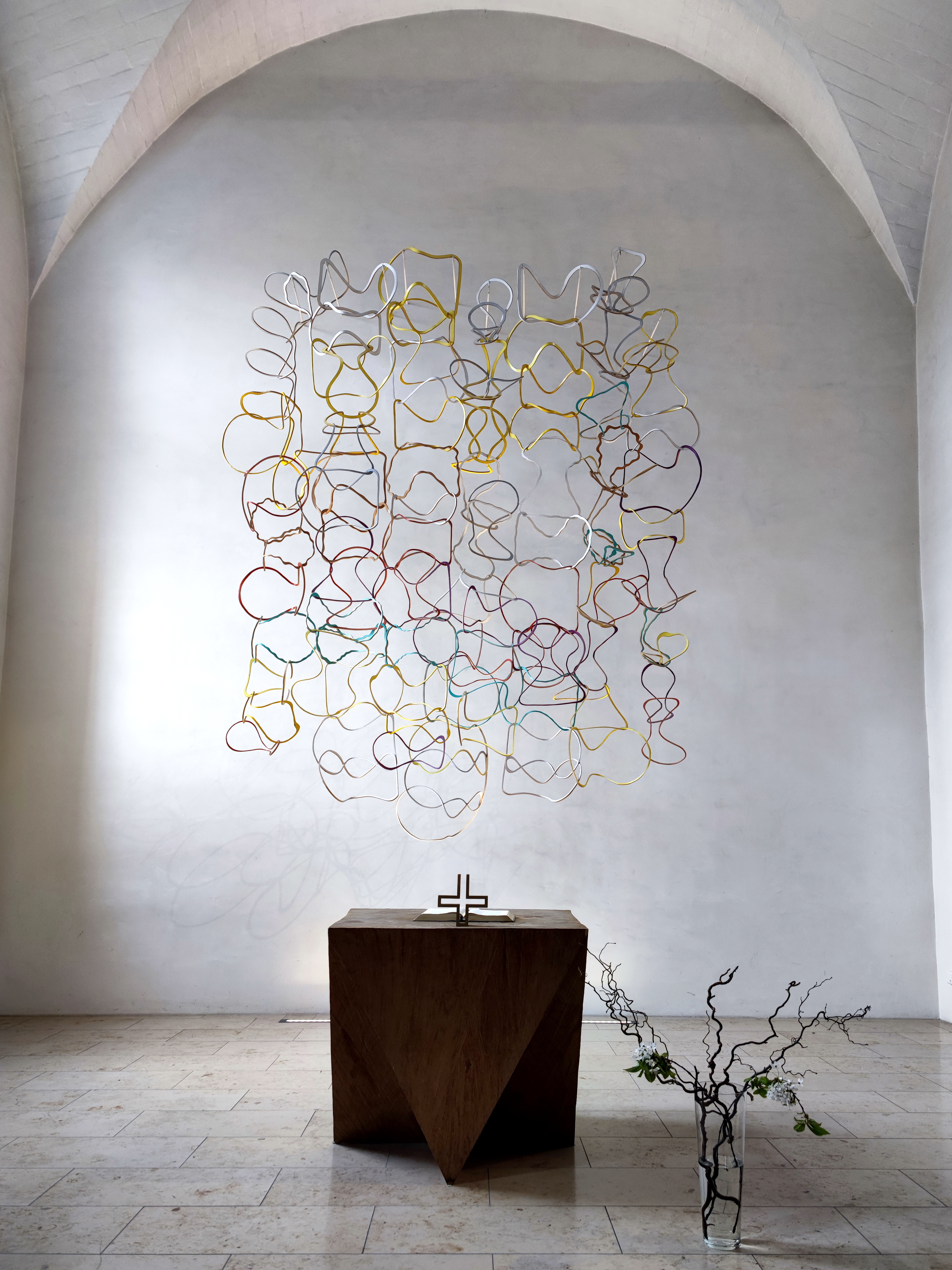
Altarraum von Christi Himmelfahrt

Die Pfarrkirche Christi Himmelfahrt ist die evangelisch-lutherische Stadtpfarr- und Dekanatskirche von Freising in Oberbayern. In ihrer heutigen Gestalt wurde sie in den Jahren 1951/52 nach Plänen des Günzburger Architekten Julius Ott erbaut. Sie ersetzte einen Vorgängerbau, der bei einem Luftangriff am 18. April 1945 zerstört wurde. Die Einweihung der Kirche fand am 22. Mai 1952 statt. Seit 1998 ist sie auch Dekanatskirche, als das Dekanat Freising neu geschaffen wurde. Durch die Innenrenovierung 2014 bekam sie ein modernes Interieur. Das seit 2016 im Bau befindliche Gemeindehaus wird der Christi-Himmelfahrts-Kirche ein modernes Gemeindezentrum hinzufügen, in dem auch das Dekanat untergebracht wird.

## Geschichte
Erst mit der Säkularisation 1803 und der Auflösung des Hochstifts Freising kamen die ersten Protestanten in die Stadt. Vom bayerischen König Maximilian I. wurden zu Beginn des 19. Jahrhunderts zur Kultivierung der Mooslandschaft nördlich von München gezielt protestantische Einwanderer aus den neu zu Bayern hinzugekommenen Gebieten in Schwaben, Franken und der Pfalz angesiedelt. Weiteren Zuwachs erfuhr die protestantische Gemeinde durch die Stationierung einer Garnison im Stadtteil Neustift.
Am 21. Oktober 1849 hielt der Reiseprediger Friedrich Emanuel Popp aus München im kleinen Rathaussaal den ersten evangelischen Gottesdienst ab. Mit Hilfe von Spenden wurde 1864 in der südlichen Vorstadt ein neugotisches Gotteshaus errichtet. Dessen Weihe fand am 4. September 1864 statt.
Dieser Bau wurde bei einem Bombenangriff auf die Gegend um den Bahnhof am 18. April 1945 vollkommen zerstört. Ein Gedenkstein vor dem heutigen Bau erinnert an diesen Tag. Nach Ende des Zweiten Weltkriegs wurde der Gemeinde für ihre Gottesdienste von der katholischen Gemeinde die Gottesackerkirche überlassen.

## Der heutige Bau
Erst in den Jahren 1951/52 erstand die Christi-Himmelfahrt-Kirche neu. Sie wurde den Verhältnissen entsprechend als schlichte Hallenkirche errichtet. Den schmucklosen Innenraum ziert lediglich hinter dem Altar das Tafelgemälde Kreuzabnahme Christi des Augsburger Malers Jörg Breu aus dem 16. Jahrhundert. 2004 wurde das Kirchenschiff an seiner südöstlichen Seite um einen 26 Meter hohen Turm ergänzt. In ihm hängen vier Glocken, die durch eine außen angebrachte Tafel beschrieben sind.

## Glocken
- Vater-Unser-Glocke (gestiftet durch den Lions-Club Freising) – Ton a′, Durchmesser 970 mm, 548 kg
- Gebets- und Segensglocke (gestiftet durch den Rotary Club Freising) – Ton c″, Durchmesser 830 mm, 412 kg
- Taufglocke (gestiftet durch die Sparkassenstiftung Freising) – Ton d″, Durchmesser 743 mm, 249 kg
- Friedensglocke (gestiftet durch evangelische Mitglieder der US-Militärgemeinde Freising 1953) – Ton f″, 533 mm, 85 kg

Die ersten drei Glocken sind 2002 von Rudolf Perner, Passau gegossen worden, die Friedensglocke stammt von Karl Czudnochowsky, Erding.

## Orgel

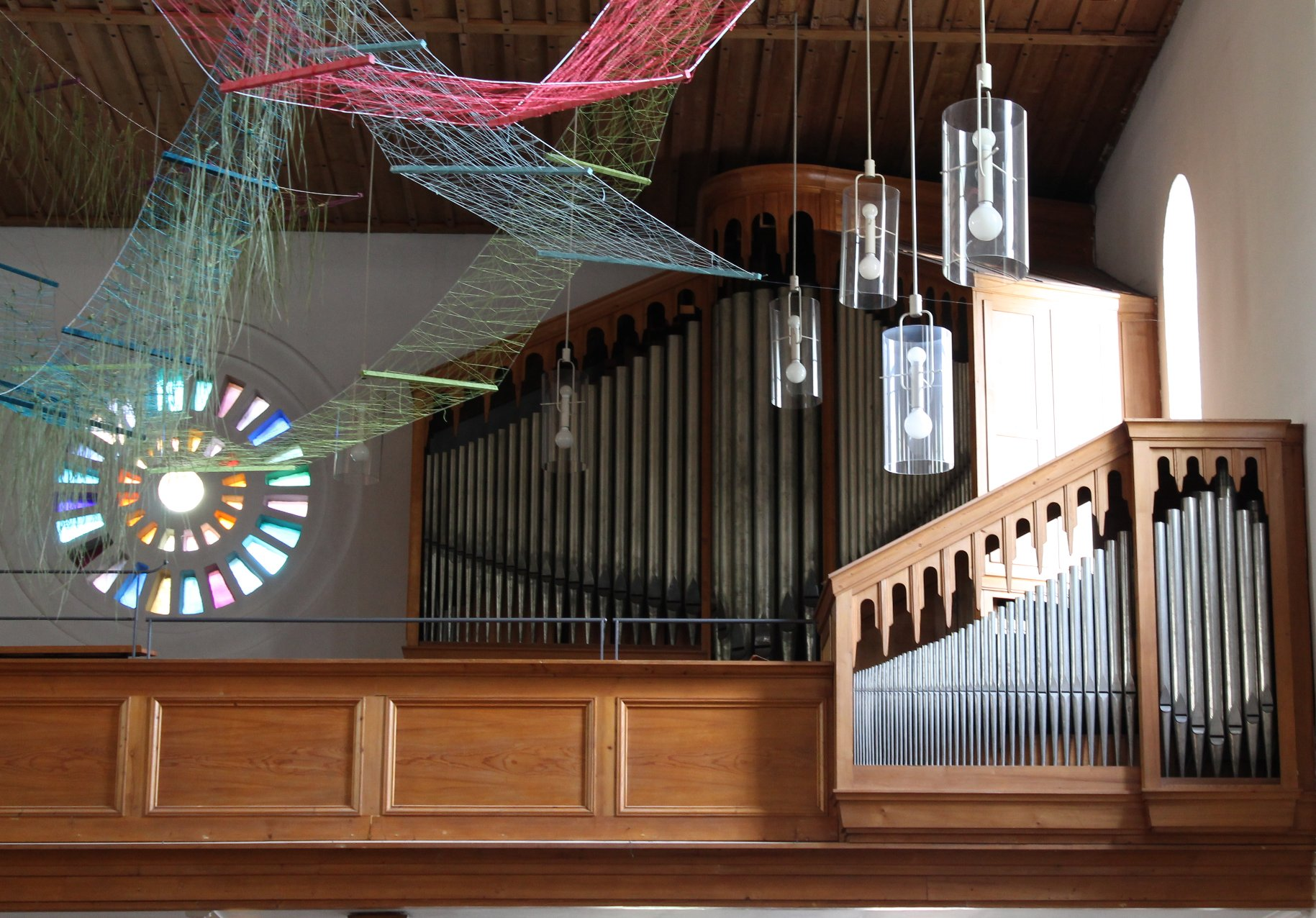
Orgel, vor der Innenrenovierung mit ungefasster Empore

Die Orgel wurde 1953 von Paul Ott gebaut. Das Schleifladen-Instrument hat 23 Register auf zwei Manualen und Pedal. Die Trakturen sind mechanisch.
| I Hauptwerk C–f''' |             |       |
| 1.                 | Quintade    | 16′   |
| 2.                 | Prinzipal   | 8′    |
| 3.                 | Rohrflöte   | 8′    |
| 4.                 | Oktave      | 4′    |
| 5.                 | Gedackt     | 4′    |
| 6.                 | Nasat       | 2 ⁄3′ |
| 7.                 | Waldflöte   | 2′    |
| 8.                 | Mixtur IV–V | 1 ⁄3′ |
| 9.                 | Trompete    | 8′    |

| II Positiv C–f''' |                |       |
| 10.               | Gedackt        | 8′    |
| 11.               | Prinzipal      | 4′    |
| 12.               | Blockflöte     | 4′    |
| 13.               | Oktave         | 2′    |
| 14.               | Quinte         | 2 ⁄3′ |
| 15.               | Sesquialter II | 2 ⁄3′ |
| 16.               | Scharf IV–V    |       |
| 17.               | Dulzian        | 8′    |
|                   | Tremulant      |       |

| Pedalwerk C–f' |                |     |
| 18.            | Subbass        | 16′ |
| 19.            | Oktave         | 8′  |
| 20.            | Oktave         | 4′  |
| 21.            | Rauschpfeife V |     |
| 22.            | Posaune        | 16′ |
| 23.            | Trompete       | 8′  |

- Koppeln: II/I, I/P, II/P

## Renovierung 2013/14
Durch die Innenrenovierung, die eine Festigung der Statik und einen neuen soliden steinernen Kirchenboden mit sich brachte, ergab sich ein ganz neues Kircheninneres. Die hölzerne Empore wurde weiß gestrichen und der Chor durch Werner Mally ganz neu gestaltet. Der Taufstein wurde in die Mittelachse des Langhauses versetzt. Der Altar, das Lesepult und die Kanzel sind aus Eichenholz gefertigt. Statt des Tafelgemäldes ziert eine Installation mit dem Namen „Autopoiesis“ den Chor.

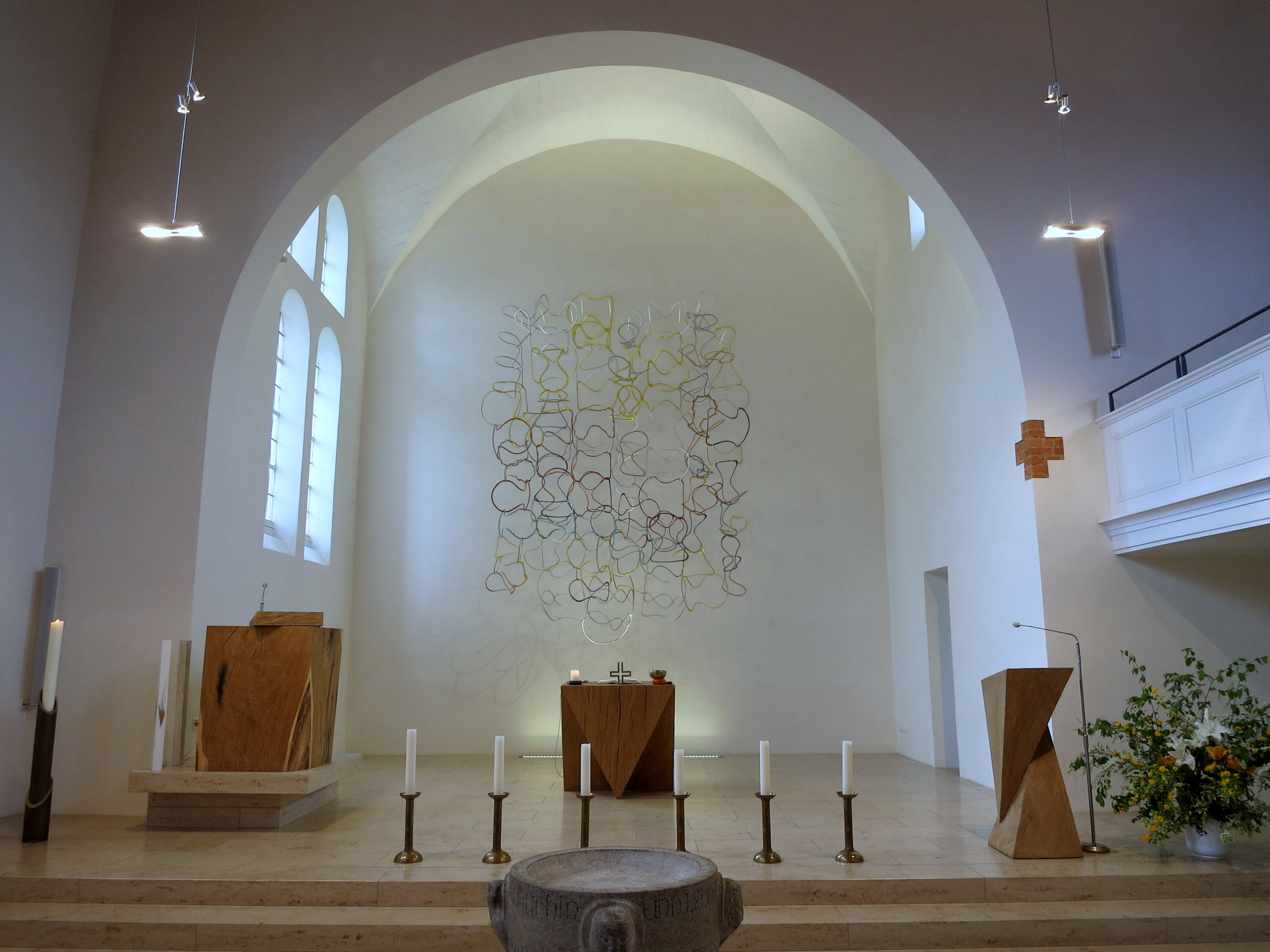
Chor nach der Renovierung
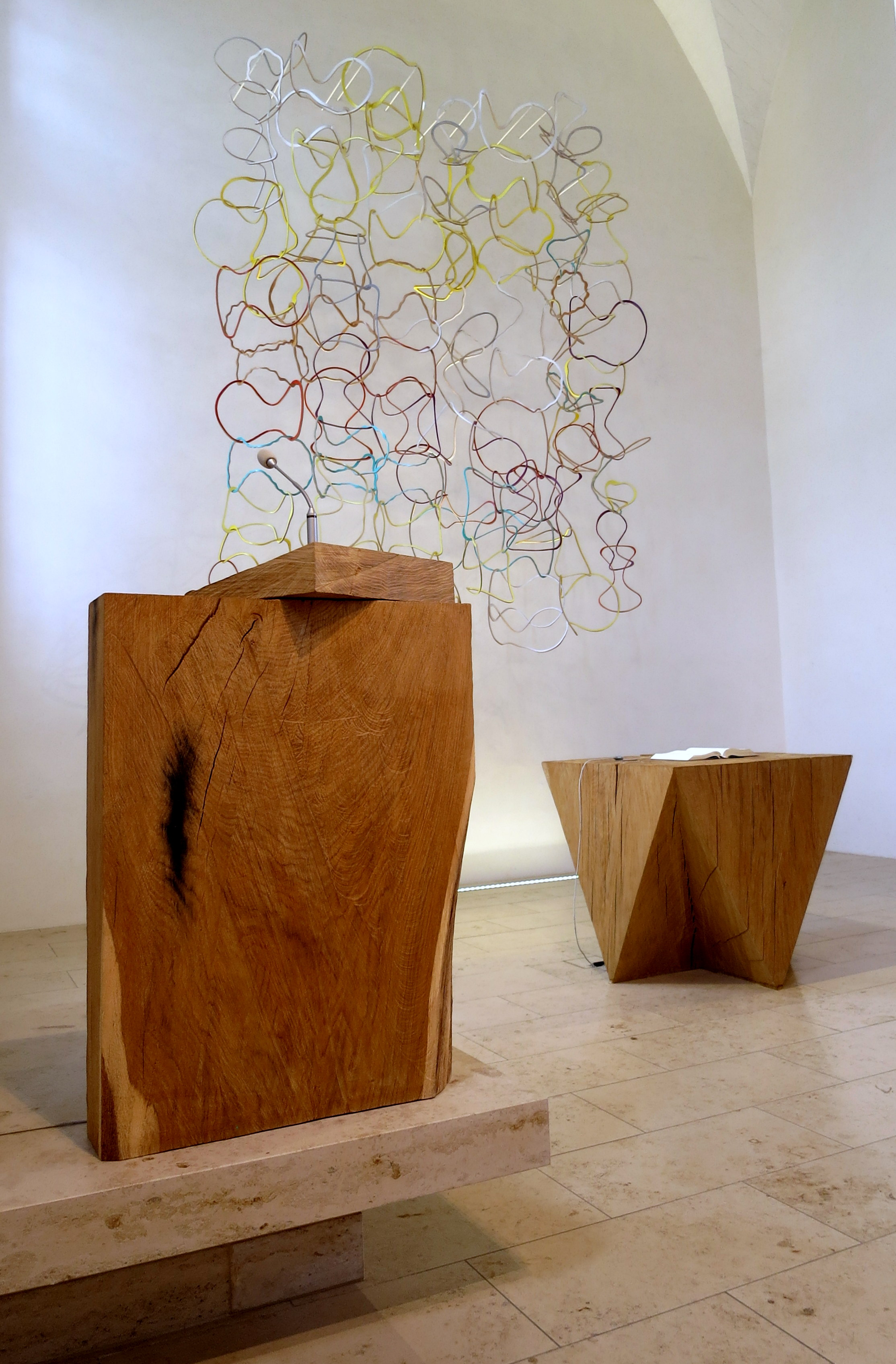
Neue Ausstattung des Chores
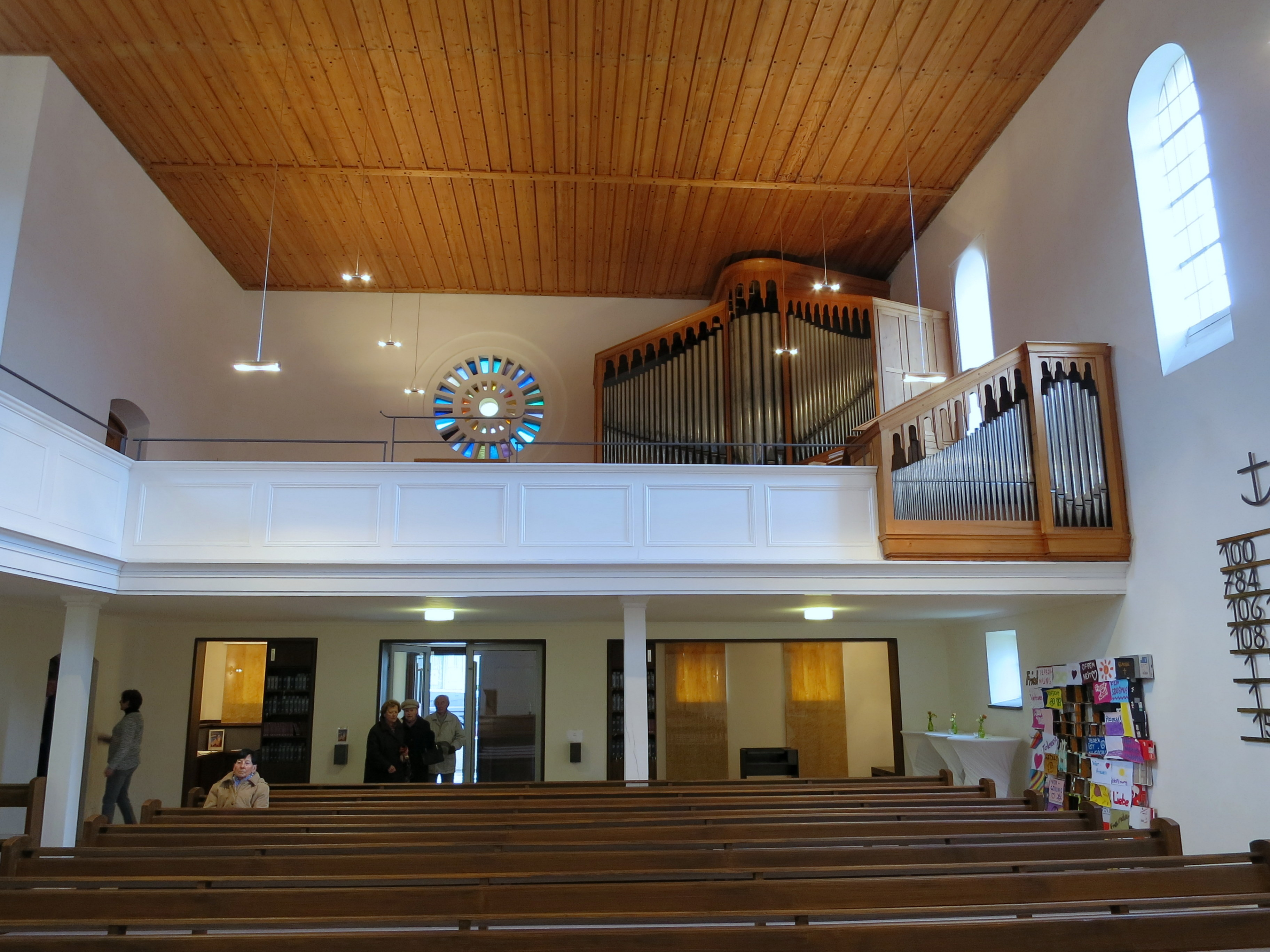
Blick auf die Orgelempore nach der Renovierung
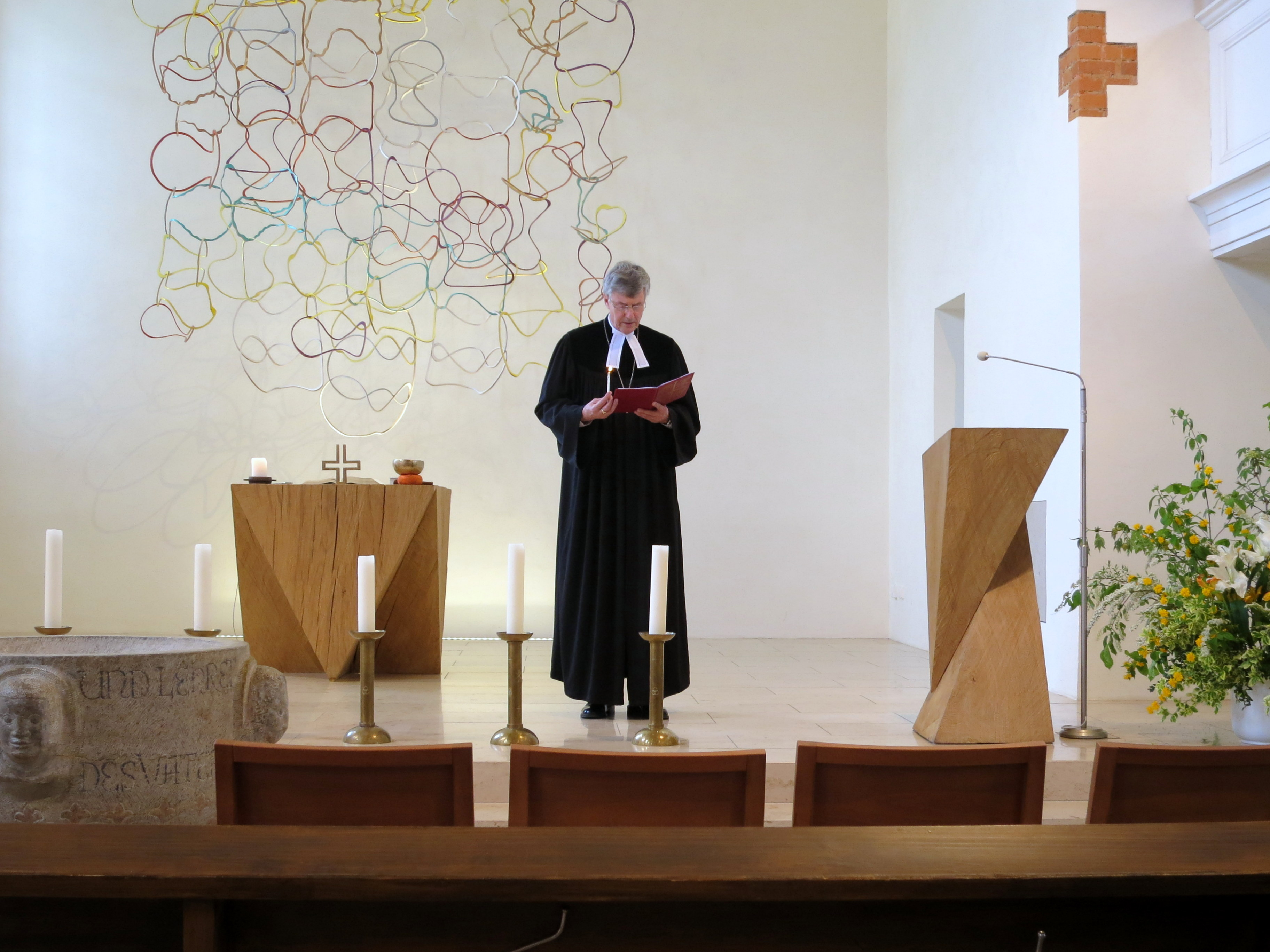
72. Wiederkehr der Kirchenzerstörung 1945
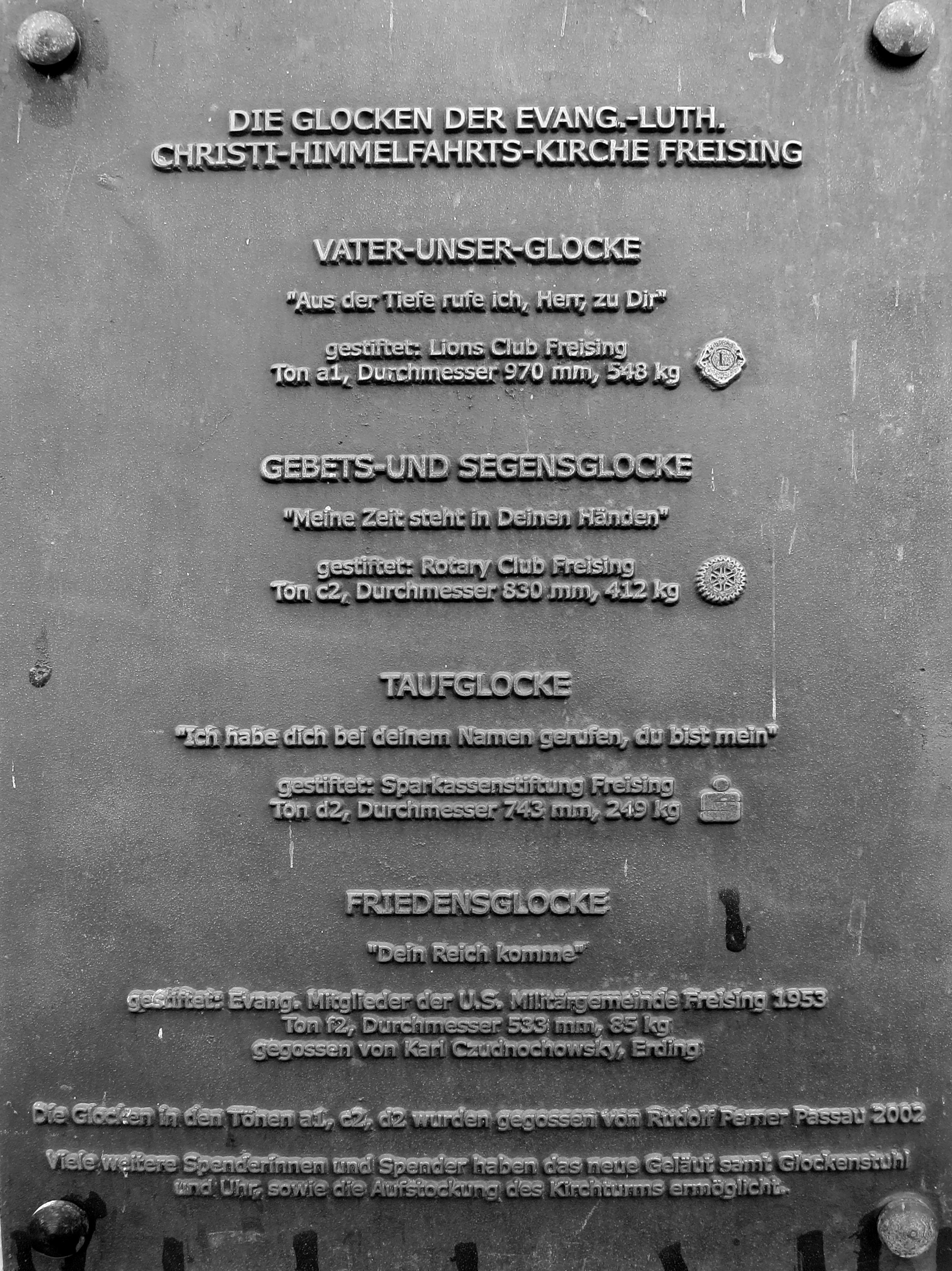
Tafel am Turm mit den Infos zu den Glocken
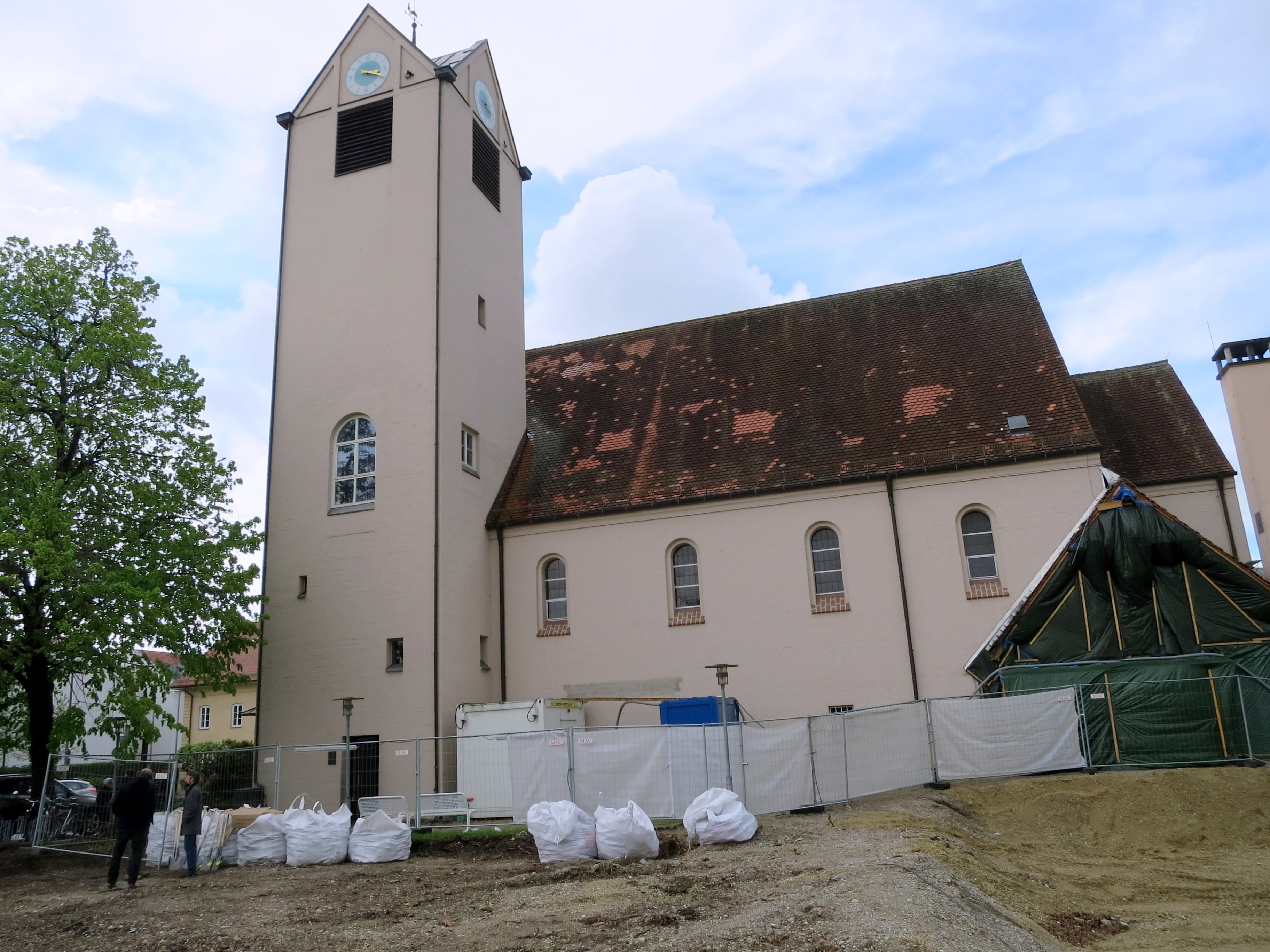
Baustelle für das „Gemeindehaus“
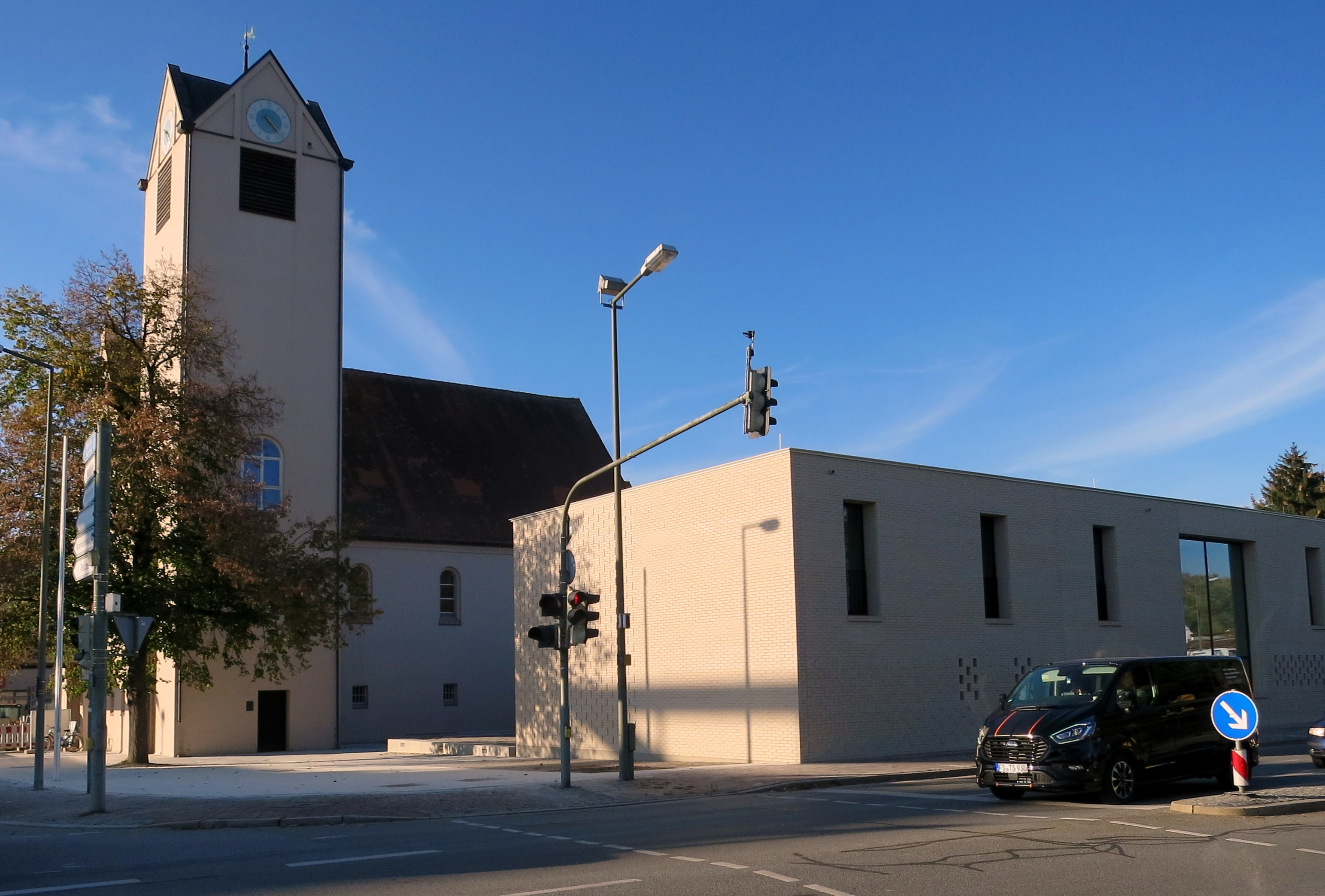
Kirche und neues Gemeindehaus (2018)
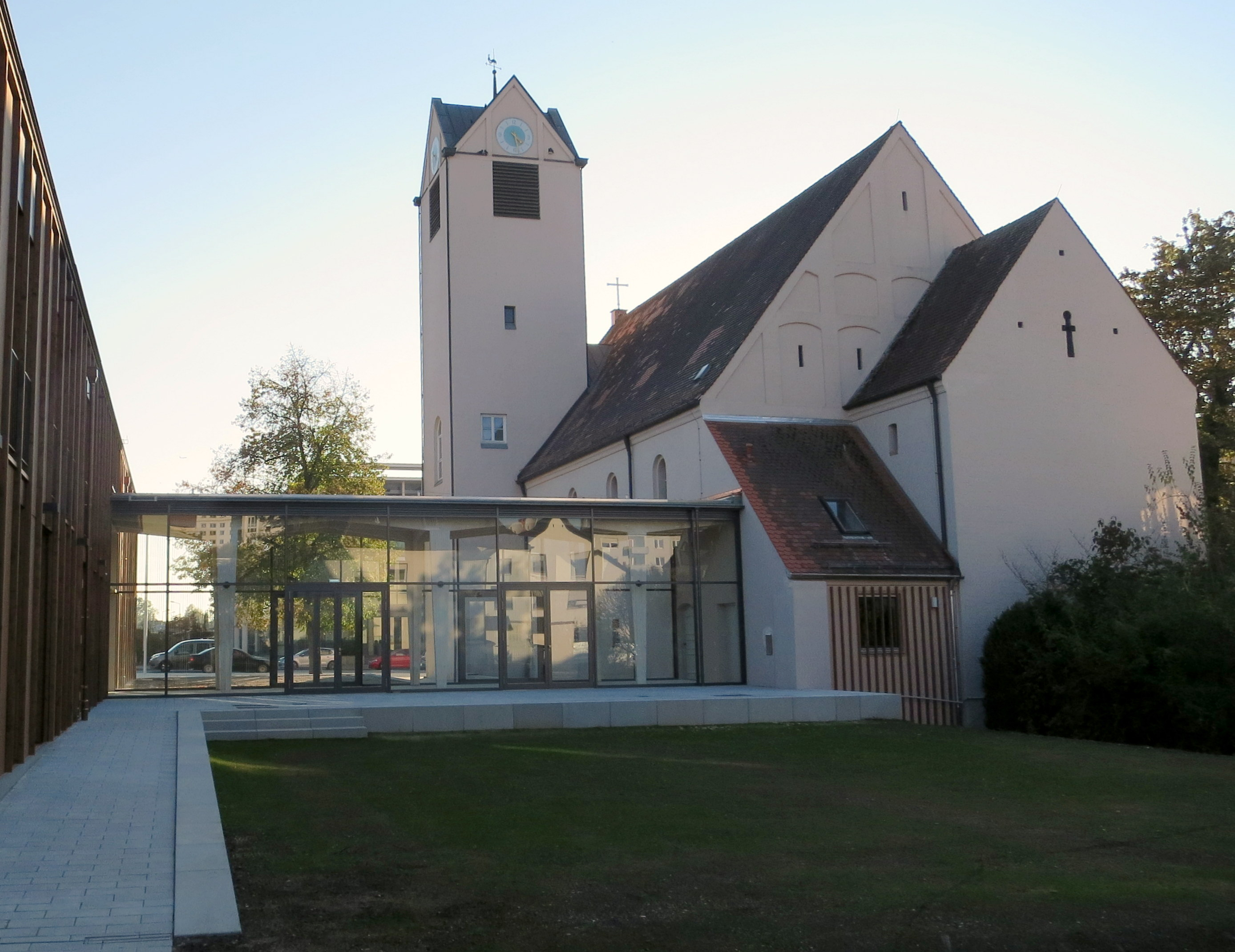
Verbindungsgang von Norden
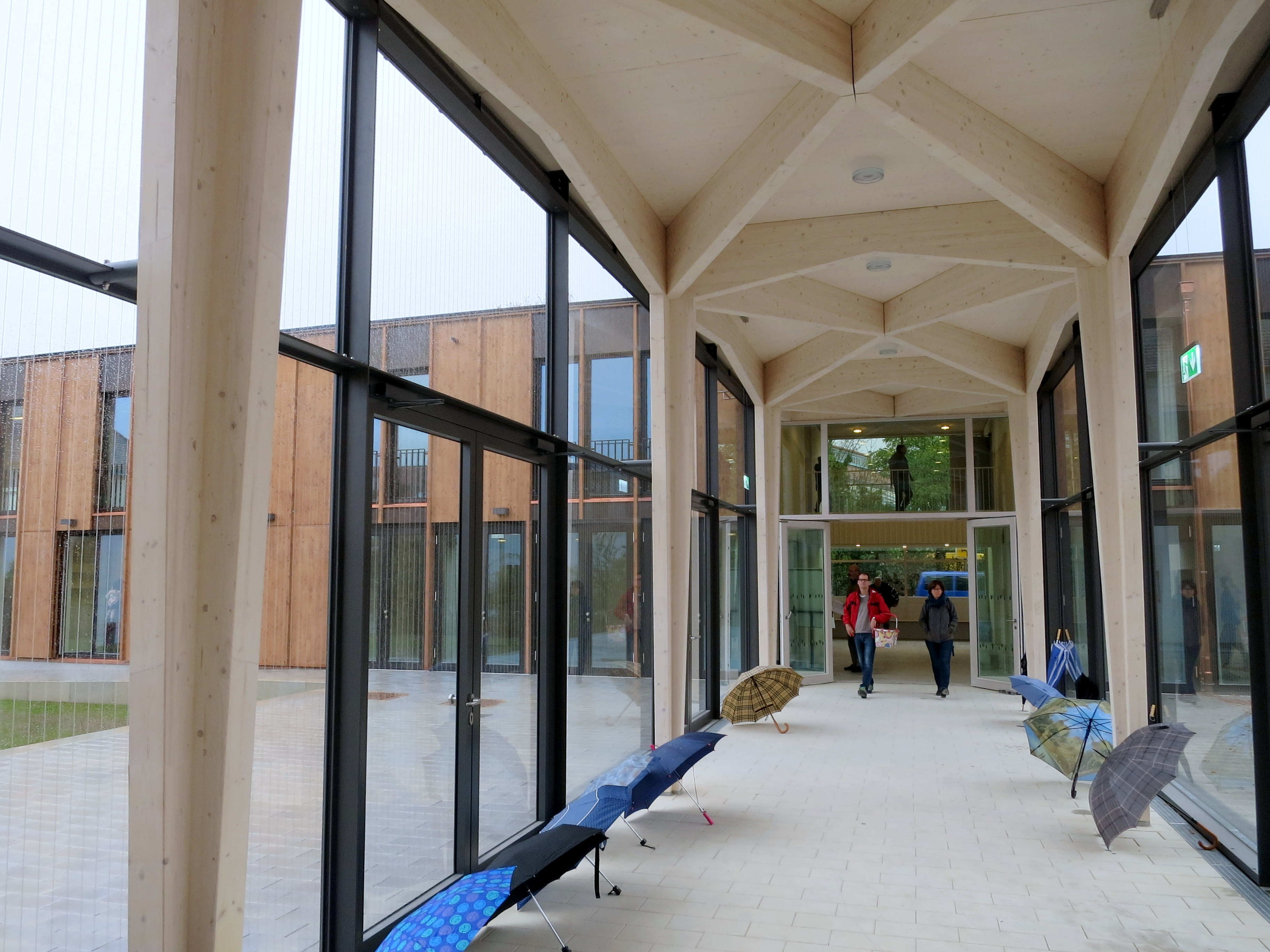
Verbindungsgang zum neuen Gemeindehaus

## Neues evangelisches Gemeindehaus 2018
2013 wurden durch ein Hochwasser das Pfarramt und das Gemeindehaus neben der Kirche irreparabel beschädigt. Nach Abriss der alten Gebäude im Herbst 2016 wurde ein neues „Evangelisches Gemeindehaus Christi–Himmelfahrt“ mit Räumen für Gemeinde und Ämter (Dekanat und Pfarramt) seit Ende 2016 gebaut. Nach Ostern 2017 erfolgte der erste Spatenstich für den Neubau. Im Herbst 2018 wurde er fertiggestellt und am 8. Dezember 2018 von Regionalbischöfin Breit-Keßler eingeweiht.